# Pomacentrus magniseptus
Pomacentrus magniseptus là một loài cá biển thuộc chi Pomacentrus trong họ Cá thia. Loài này được mô tả lần đầu tiên vào năm 2017.

## Từ nguyên
Từ định danh được ghép bởi hai âm tiết trong tiếng Latinh: magnis ("to lớn") và septum ("bức tường, hàng rào"), hàm ý đề cập đến nơi mà mẫu định danh của loài này được tìm thấy, rạn san hô Great Barrier.

## Phạm vi phân bố và môi trường sống
P. magniseptus mới chỉ được phát hiện tại rạn san hô Great Barrier (bang Queensland, Úc). P. magniseptus sinh sống tập trung gần những rạn san hô viền bờ và được quan sát ở độ sâu đến 12 m.

## Mô tả
Chiều dài lớn nhất được ghi nhận ở P. magniseptus là gần 7,6 cm. P. magniseptus có màu xám sẫm; các vây hơi sẫm đen. Vảy cá có viền đen tạo thành kiểu hình mắt lưới trên thân của chúng, mỗi lớp vảy có một chấm trắng xếp thành các hàng sọc ngang. Gốc vây ngực có đốm đen.
Số gai ở vây lưng: 13; Số tia vây ở vây lưng: 13–15; Số gai ở vây hậu môn: 2; Số tia vây ở vây hậu môn: 13–15; Số tia vây ở vây ngực: 17–19; Số gai ở vây bụng: 1; Số tia vây ở vây bụng: 5.

## Phân loại học
P. magniseptus thuộc phức hợp loài Pomacentrus philippinus, phân biệt với các loài còn lại trong phức hợp bởi màu đen ở các vây và các hàng chấm trắng trên thân. P. magniseptus không có vảy ở dưới và trước ổ mắt như các loài khác trong phức hợp.

## Sinh thái học
Thức ăn của P. magniseptus là tảo và các loài động vật phù du. Cá đực có tập tính bảo vệ và chăm sóc trứng.